# Vladislav Besborodov
Vladislav Jurjevitj Bezborodov (russisk: Владисла́в Ю́рьевич Безборо́дов, født 15. januar 1973) er en russisk fodbolddommer. Han har dømt internationalt under det internationale fodboldforbund FIFA siden 2009, hvor han siden 2010 har været indrangeret som kategori 2-dommer, der er det tredjehøjeste niveau for internationale dommere.

## Kampe med danske hold
- Den 30. juli 2009: Kvalifikation til Europa League: Rabotnicki – OB 3-4.